# Drahtfunk
Drahtfunk, nicht zu verwechseln mit der Telefonzeitung oder einer elektroakustischen Anlage (ELA), bezeichnet die leitungsgestützte Verteilung eines Rundfunk-Programms auf einer Langwellen-Frequenz eines handelsüblichen Rundfunkempfängers. Historisch wurde zunächst das Telefonnetz genutzt.

## Technik

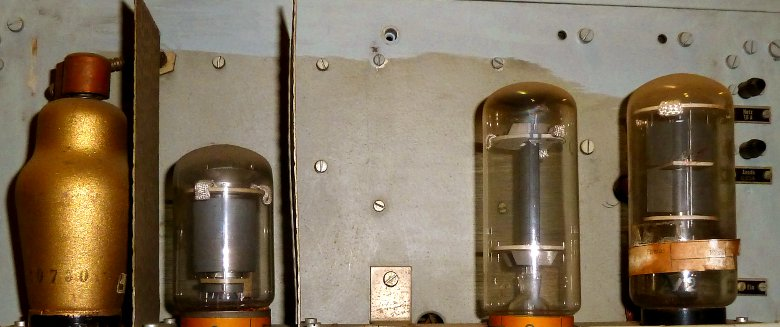
Drahtfunk-Breitbandverstärker mit Röhren in einer Vermittlungsstelle

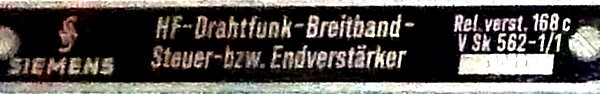
Typenschild vom obigen Drahtfunk-Breitbandverstärker mit Röhren

Die amplitudenmodulierten Drahtfunkprogramme im Langwellen-, seltener im Mittelwellenbereich, wurden in einer Kopfstation mittels Übertrager (Transformatoren) ins Telefonnetz eingespeist.
Am Empfänger wird das Signal über eine Antennenweiche ausgekoppelt und dem Antenneneingang zugeführt.

## Geschichte

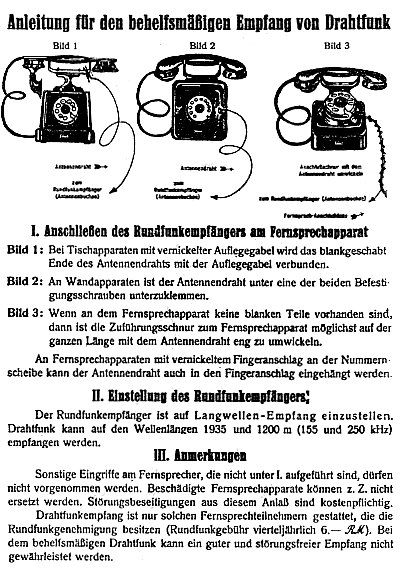
Anleitung für den behelfsmäßigen Empfang von Drahtfunk aus dem Jahr 1942

In Deutschland war der amplitudenmodulierte Drahtfunk in einigen Städten verbreitet. Es gab Weichen wie den DWt 52 und den Umschalter DDa 38, um mit dem Volksempfänger wie dem VE 301 G den Drahtfunk zu empfangen.
Während des Zweiten Weltkriegs wurden in Berlin, im Gau Hessen-Nassau, im Ruhrgebiet und im Raum Emden Drahtfunksender betrieben, um die Bevölkerung vor den Angriffen feindlicher Flugzeuge zu warnen. Die terrestrischen Rundfunksender wurden abgeschaltet, damit sie nicht von den feindlichen Bombern zur Navigation mittels Funkpeilung geortet werden konnten. Der Reichssender Wien wies z. B. mit einem „Kuckucksruf“ auf die bevorstehende Abschaltung hin, danach war der Empfang nur über Drahtfunk möglich. Hierbei diente den Hörern ein Uhrticken als Pausenzeichen. Eine typische Ansage war: „Hier spricht der Drahtfunk. Wir geben eine Luftlagemeldung …“.
In den Kriegsjahren wurden über den Drahtfunk der Deutschlandsender und das einheitliche Reichsrundfunkprogramm eingespeist. Die Reichspost stellte nach 1942 alle drei Kanäle in den Dienst der Luftwarnung und es wurde im gesamten Netz gesendet, um die Luftwarnungen zu verbreiten. Der Empfänger wurde mit einem Draht ans Telefon verbunden, wie es die nebenstehende Anleitung zeigt.
Nach dem Zweiten Weltkrieg ordnete im Dezember 1945 das U.S. Headquarters Berlin in Ermangelung eigener Mittel- und Langwellensender im amerikanischen Sektor die Wiederaufnahme des Drahtfunks an, und der spätere RIAS begann unter dem Namen DIAS (= Drahtfunk im amerikanischen Sektor) seine Tätigkeit.
Das Programm des Nordwestdeutschen Rundfunks lief auch in Hamburg, Kiel und Lübeck auf 250 kHz, während das BFN-Programm (British Forces Network, britischer Soldatensender) auf 160 kHz verbreitet wurde.
Der Drahtfunk wurde in Westdeutschland am 30. Juni 1963 und in West-Berlin 1966 eingestellt.
Die Schweiz betrieb bis Anfang Januar 1998 ein Drahtfunknetz mit sechs Programmen (Schweizer Telefonrundspruch). Dieses im Langwellenbereich arbeitende System vertrug sich jedoch nicht mit den Oberwellen des ISDN, die die Signale des Telefonrundspruchs störten. Der Telefonrundspruch musste deshalb mit der Einführung von ISDN eingestellt werden.
In Österreich waren über das Telefonnetz drei Programme per Drahtfunk (Langwelle) zu empfangen.
In Italien wurde der Filodiffusione genannte Drahtfunk 1958 eingeführt, um eine Abdeckung des gesamten Landes zu ermöglichen. 2005 gab es noch ca. 300.000 Empfänger. Der Dienst wurde 2023 mit dem Abschalten der analogen Telefontechnik eingestellt.

## Vorgänger Telefonzeitung
In Ungarn etablierte der Ingenieur Tivadar Puskás Ende des 19. Jahrhunderts ein letztlich kommerziell erfolgreiches (ähnlich dem heutigen Pay-Radio) Drahtfunksystem in Budapest. Das Telefon  Hírmondó (wörtlich: Telefonischer (Vor-)Bote), startete 1893 schon 26 Jahre vor der ersten regelmäßigen drahtlosen Ausstrahlung von Programmen durch Hanso Schotanus à Steringa Idzerda und wurde zwischen 1924 und 1930 wieder eingestellt. Die maximale Leitungslänge in Budapest betrug etwa 1200 km mit 9107 Teilnehmern. Für seine Verdienste wurde Tivadar Puskás mit einer Büste in der Eingangshalle der Internationalen Fernmeldeunion in Genf geehrt.